# Christiane Lorenz
Christiane Lorenz (* 13. Juli 1960 in Bielefeld) ist eine deutsche Flötistin und Dozentin.

## Leben
Nachdem Christiane Lorenz 1974–1977 erfolgreich als Preisträgerin im Wettbewerb „Jugend musiziert“ hervortrat, wurde sie 1977 als Jungstudentin bei Ursula Wüst an der Musikhochschule Detmold angenommen. Nach dem Abitur nahm sie 1979 ihr Hauptstudium bei Hans-Jürgen Möhring an der Robert Schumann Hochschule Düsseldorf auf, das sie 1984 mit dem staatlichen Examen für Musikschullehrer und 1986 mit dem Diplom der künstlerischen Abschlussprüfung im Hauptfach Querflöte sehr erfolgreich absolvierte. Weitere künstlerische Anregungen erhielt sie durch Paul Meisen, Andreas Blau und James Galway. 1983 wurde sie Preisträgerin im Kuhlau Wettbewerb der Stadt Uelzen. Erste Orchestererfahrung gewann sie im Robert Schumann Kammerorchester unter Leitung von Jürgen Kussmaul. Als Flötistin im „notabu.ensemble für neue musik düsseldorf“ konzertierte sie von 1988 bis 2018 in den Reihen der Düsseldorfer Symphoniker sowie bei Festivals für Neue Musik im In- und Ausland. 1994 erhielt sie mit dem Ensemble den Musik Förderpreis der Landeshauptstadt NRW.
Im Rahmen des Schulhoff-Jahres nahm sie 1994 an einer WDR-Produktion teil. 2000 erschien ihre Debüt-CD Incontri (Cybele), auf der sie mit dem Pianisten Thomas Leander Gegenwartsmusik von Komponisten wie Jürg Baur, Günther Becker, Manfred Trojahn einspielte, die u. a. auch als Lehrer an der Robert Schumann Hochschule Düsseldorf tätig waren. Einer Ersteinspielung von Zwei Märchen für Soloflöte des griechischen Komponisten Dimitri Terzakis folgte in 2007 eine Produktion mit dem Mitteldeutschen Rundfunk, Leipzig. Hierbei wirkte Lorenz an der Aufnahme von Terzakis’ Sappho Zyklus mit Brigitte Fassbaender, Sprecherin und Tatjana Masurenko, Viola mit (Visionen, Wergo).
Lorenz spielte 1992 zum Festakt „40 Jahre Christlich-Jüdische Gesellschaft“ mit Ministerpräsident Johannes Rau. 2001 trat sie in einem Portraitkonzert zu Ehren von Sofia Gubaidulina in der Düsseldorfer Tonhalle auf, 2002 konzertierte sie in der Reihe Landschaften lesen  mit der Schriftstellerin Sigrid Damm und der Schauspielerin Ruth Maria Kubitschek. 2004 folgte ein Programm mit dem Kabarettisten Konrad Beikircher zum 20-jährigen Bestehen des „notabu.ensemble neue musik“ Düsseldorf. Unter der Leitung von Mark-Andreas Schlingensiepen wirkte die Flötistin in der Biennale Ohren auf Europa mit, die von Heinz Holliger (2000), Friedrich Cerha (2003), Beat Furrer (2005), Lukas Ligeti (2007), Krzysztof Meyer (2009), Wolfgang Rihm (2011), Kaija Saariaho (2013) kuratiert wurde.
Live-Musik zum Stummfilm spielte sie 1990 in Strasbourg und Nancy (F) („L´etudiant de Prague“ mit Sinfonietta Düsseldorf), 1993 im Schauspielhaus Düsseldorf, 1995 in der Oetkerhalle Bielefeld beim Film- und Musikfestival 100 Jahre Kino („Madame Dubarry“) und 1998 beim Festival der Murnaugesellschaft („Berlin-Sinfonie einer Großstadt“).
1993 trat sie beim Festival des „Düsseldorfer Altstadt Herbst“ mit dem Bläserquintett „Qu´wind Consort“ auf. 2004 wirkte sie beim Festival „Schumann Fest Düsseldorf“ in Kooperation mit der Robert-Schumann-Hochschule mit.
Internationale Konzerttätigkeit führte sie 1990 nach Frankreich (Festival „Live -Musik zu Stummfilmen“, Strasbourg/Nancy), 1991 nach Belgien („25 Jahre Festival Vlaanderen“, Tongeren), 1991 in die Niederlande („Matthäuspassion“, Leitung Jan Hunt, Martinikerk Groningen), 1996 („Johannespassion“) und 1998 („Matthäuspassion“) nach Luxemburg (Leitung Carlo Hommel, Cathédrale Notre Dame Luxemburg), 2001 nach Italien (Festival „Note d´Estate“, Lucca).
2012 führte sie in einem deutsch-niederländischen Kooperationsprojekt mit dem „Doelen Ensemble“ und „Capella Amsterdam“ Coro von Luciano Berio in "De Doelen" Rotterdam und "Muziek gebouw aan´t IJ" Amsterdam auf. 2018 folgte eine deutsch-französische Zusammenarbeit mit dem Ensemble „Sonopsie“ und „Ars Vocalis“, mit dem sie in Reims und Aachen den durch den französischen Komponisten Patrick Otto vertonten Gedichtzyklus Apfel und Amsel des deutschen Schriftstellers Jürgen Nendza aufführte.

## Diskographie
- notabu.ensemble neue musik spielt Werke von Günther Becker (1996)[1]
- Incontri – Begegnungen | Christiane Lorenz, Thomas Leander (2000)[2]
- Visionen – Dimitri Terzakis (2016)[3]
- Apfel und Amsel – Jürgen Nendza Gedichtzyklus (2018)[4]